# Jonelle Price
Jonelle Price (nacida como Jonelle Richards, Nelson, 14 de octubre de 1980) es una jinete neozelandesa que compitió en la modalidad de concurso completo. Está casada con el jinete Timothy Price.
Participó en tres Juegos Olímpicos de Verano, obteniendo una medalla de bronce en Londres 2012, en la prueba por equipos (junto con Caroline Powell, Jonathan Paget, Andrew Nicholson y Mark Todd), el cuarto lugar en Río de Janeiro 2016 y el quinto en Tokio 2020, en la misma prueba.
Ganó una medalla de bronce en el Campeonato Mundial de Concurso Completo de 2022, también por equipos.

## Palmarés internacional
| Juegos Olímpicos   | Juegos Olímpicos            | Juegos Olímpicos  | Juegos Olímpicos |
| Año                | Lugar                       | Medalla           | Categoría        |
| ------------------ | --------------------------- | ----------------- | ---------------- |
| 2012               | Londres (Reino Unido)       | Medalla de bronce | Por equipos      |
| Campeonato Mundial |                             |                   |                  |
| Año                | Lugar                       | Medalla           | Categoría        |
| 2022               | Pratoni del Vivaro (Italia) | Medalla de bronce | Por equipos      |